# Mr.Children TOUR '99 DISCOVERY
『Mr.Children TOUR '99 DISCOVERY』（ミスター・チルドレン・ツアー きゅうじゅうきゅう ディスカバリー）は、日本のバンド・Mr.Childrenの5作目の映像作品。2001年6月21日にトイズファクトリーよりDVDとVHSで発売された。

## リリース・音楽性
DVDとVHSの2形態で発売。『regress or progress '96-'97 tour final IN TOKYO DOME』のDVD盤との同時リリースとなった。
7thアルバム『DISCOVERY』を引っ提げ開催されたアリーナツアー『Mr.Children TOUR '99 "DISCOVERY"』のうち、1999年5月8日に行なわれた国立代々木競技場第一体育館公演のライブの模様を収録している。監督は丹修一が務めた。
Mr.Childrenの映像作品としては、前作『regress or progress '96-'97 tour final IN TOKYO DOME』以来約3年8か月ぶりとなるリリース。
本作のジャケットデザインはC.T.P.P.が手掛けた。

## 出演
- Mr.Children
  - 桜井和寿：Vocal & Guitar
  - 田原健一：Guitar
  - 中川敬輔：Bass
  - 鈴木英哉：Drums
- Support Musician
  - 浦清英：Keyboards
  - 河口修二：Guitar
  - Sunny：Keyboards

## 収録内容
1. OPENING
2. DISCOVERY
3. アンダーシャツ
4. 名もなき詩
5. Prism
  - 曲前にMCが行なわれていたが、映像ではカットされている。
6. Everything (It's you)
7. I'll be
  - 曲前にMCが行なわれていたが、映像ではカットされている。
8. 花 -Mémento-Mori-
9. Simple
10. ラヴ コネクション
11. Dance Dance Dance
12. ニシエヒガシエ
13. ラララ
14. Tomorrow never knows
15. 終わりなき旅
16. 光の射す方へ
17. everybody goes -秩序のない現代にドロップキック-
  - ここからアンコール。
18. Image